# Chiesa di San Celso (Milano)
La chiesa di San Celso è un edificio religioso in stile romanico situato a Milano, annesso alla chiesa di Santa Maria presso San Celso. 

## Storia e descrizione

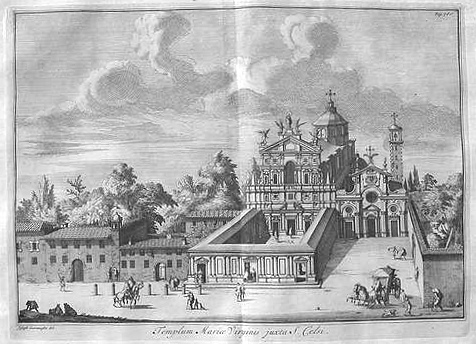
Il complesso comprensivo della chiesa di San Celso nel 1704.

L'edificio è stato eretto nel IV secolo ma ricostruito nell'XI. Questa chiesa era stata importante per essere in essa conservate le reliquie di san Celso, il santo legato a san Nazario (le cui reliquie erano invece nella basilica di San Nazaro in Brolo).
Nel tardo XVIII secolo la parte anteriore della chiesa venne demolita, infatti oggi risulta più arretrata rispetto alla facciata del vicino Santuario. resti delle sue campate sono gli archi rimasti all'aperto, nel sagrato.
La facciata in mattoni venne rifatta in stile neo-romanico nel XIX secolo; decorata da un rosone e da un portale romanico con rappresentazioni zoomorfe. Il campanile risale all'XI secolo, ad oggi possiede un concerto di 5 campane in scala diatonica di Si2 maggiore Crescente, fuso dalla premiata fonderia dei Fratelli Barigozzi di Milano nel 1902. All'interno, la chiesa è costituita da tre brevi navate di due campate ciascuna, con copertura a crociera. In corrispondenza della navata centrale si trova l'abside semicircolare, con semplice altare in pietra.